# 愛知県道137号萩原停車場線
愛知県道137号萩原停車場線（あいちけんどう137ごう はぎわらていしゃじょうせん）は、愛知県一宮市萩原町を走る愛知県道である。

## 概要

### 路線データ
- 起点：萩原停車場
- 終点：一宮市萩原町

## 沿革
- 1959年（昭和34年）12月15日：認定

## 地理

### 通過する自治体
- 愛知県
  - 一宮市

### 交差する道路
- 愛知県道458号一宮弥富線（巡見街道）（萩原駅前交差点）

### 沿線
- 名鉄尾西線 萩原駅